# Barbora Dlouhá
Barbora Dlouhá (* 8. srpna 1960) je česká herečka, animátorka a režisérka animovaných filmů.

## Filmografie

### Animace
- O zlém snu
- Markétin zvěřinec
- Konkurs

### Herečka
- Pražská 5
- Kopytem sem, kopytem tam